# Horlemann Verlag

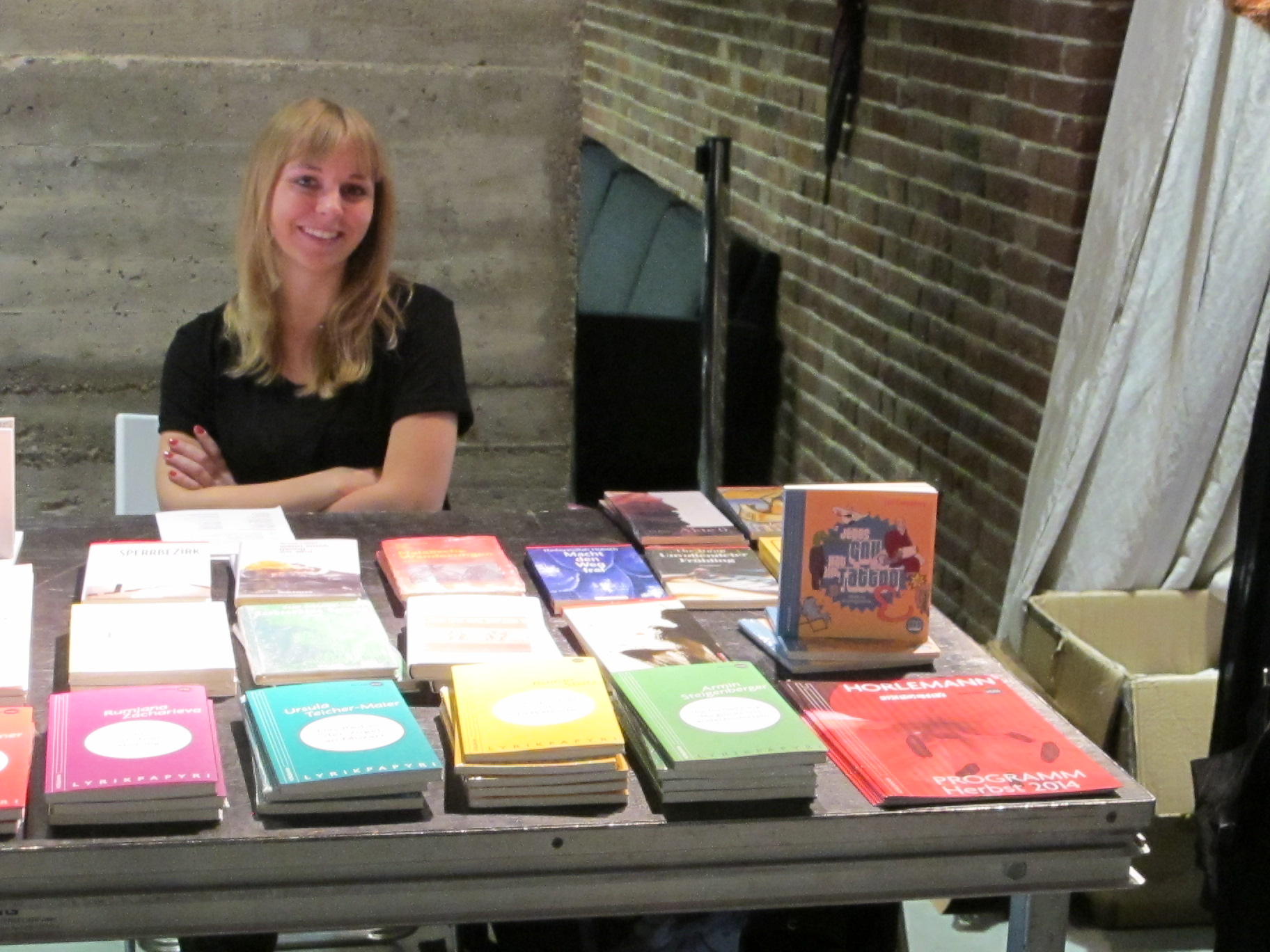
Stand des Horlemann Verlags auf dem Lyrikmarkt in Berlin 2014

Der Horlemann Verlag ist ein deutscher Verlag, ursprünglich für Belletristik und Sachbücher, seit 2020 für Kinder- und Jugendliteratur. Bekannt war der Horlemann Verlag insbesondere für seine Übersetzungen asiatischer, afrikanischer und lateinamerikanischer Autoren. Daneben fanden sich im Programm Romane und Lyrik europäischer und deutscher Autoren, Sachbücher zur Umwelt- und Entwicklungspolitik, aber auch Reisebücher und Materialien für Schulunterricht und Bildungsarbeit. Darüber hinaus erschien auch die gesellschaftskritische Zeitschrift Exit! unter dem Dach des Horlemann Verlags, zuletzt in Berlin und danach in Angermünde. Unter den Autoren des Verlags war unter anderen der chinesische Literaturnobelpreisträger Mo Yan.
Der Verlag wurde 1990 von Jürgen Horlemann, der Schwiegervater des Schriftstellers und Bert-Donnepp-Preisträger 2009, Torsten Körner, in Bad Honnef gegründet. Nach seinem Tod übernahm 1995 dessen Witwe Beate Horlemann die Leitung des Verlages; 2011 erfolgte der Umzug des Verlags nach Berlin. Seit Jahreswechsel 2011/12 war die Afrikawissenschaftlerin Anja Schwarz Inhaberin des Verlages. Die Leitung und Inhaberschaft des Bereiches deutschsprachige Literatur (Edition Voß) lag seit 2011 kurzzeitig bei dem Germanisten Tim Voß. 2020 übernahmen die Kinder- und Jugendbuchautoren Iris Lemanczyk und Andreas Kirchgäßner die Verlagsleitung.
Der Verlag hatte seit 2012 eine eigene Lyrikreihe, die sich Lyrikpapyri nannte, Herausgeber war Mathias Jeschke. 2013 übernahm der Verlag zusätzlich den Hamburger Lyrikverlag „fixpoetry“ von Julietta Fix, die als Herausgeberin auch für den Horlemann Verlag arbeitete.
Der Horlemann Verlag stand mit seinem Programm für die Verbindung von Literatur und politischem Engagement.

„Und doch gibt es Schriftsteller und Verlage, die wenigstens den Versuch unternehmen, das Gedicht als Werkzeug und Waffe gegen Ungerechtigkeiten aller Art zu verwenden: Zu diesen gehört eine Reihe von Autoren, die ihre verlegerische Heimat im rheinischen Horlemann Verlag in Bad Honnef gefunden hat.“